# 小行星4083
小行星4083（英語：4083 Jody）是一颗围绕太阳公转的小行星。1985年2月12日，卡羅琳·舒梅克在帕洛马山发现了此天体。
这颗小行星的绝对星等为270.93924等。